# Volk Guertner
Volk Guertner, ljubljanski župan v 16. stoletju.
Volk je bil po poklicu lekarnar, kot zaslužni meščan pa je postal tudi svetnik in sodnik. Župan Ljubljane je postal leta 1584 in znova 1586, leta 1588 ga je nasledil Jakob De Curtoni. 